# Lomographa nubimargo
Lomographa nubimargo là một loài bướm đêm trong họ Geometridae.